# 경찰대학교 (일본)

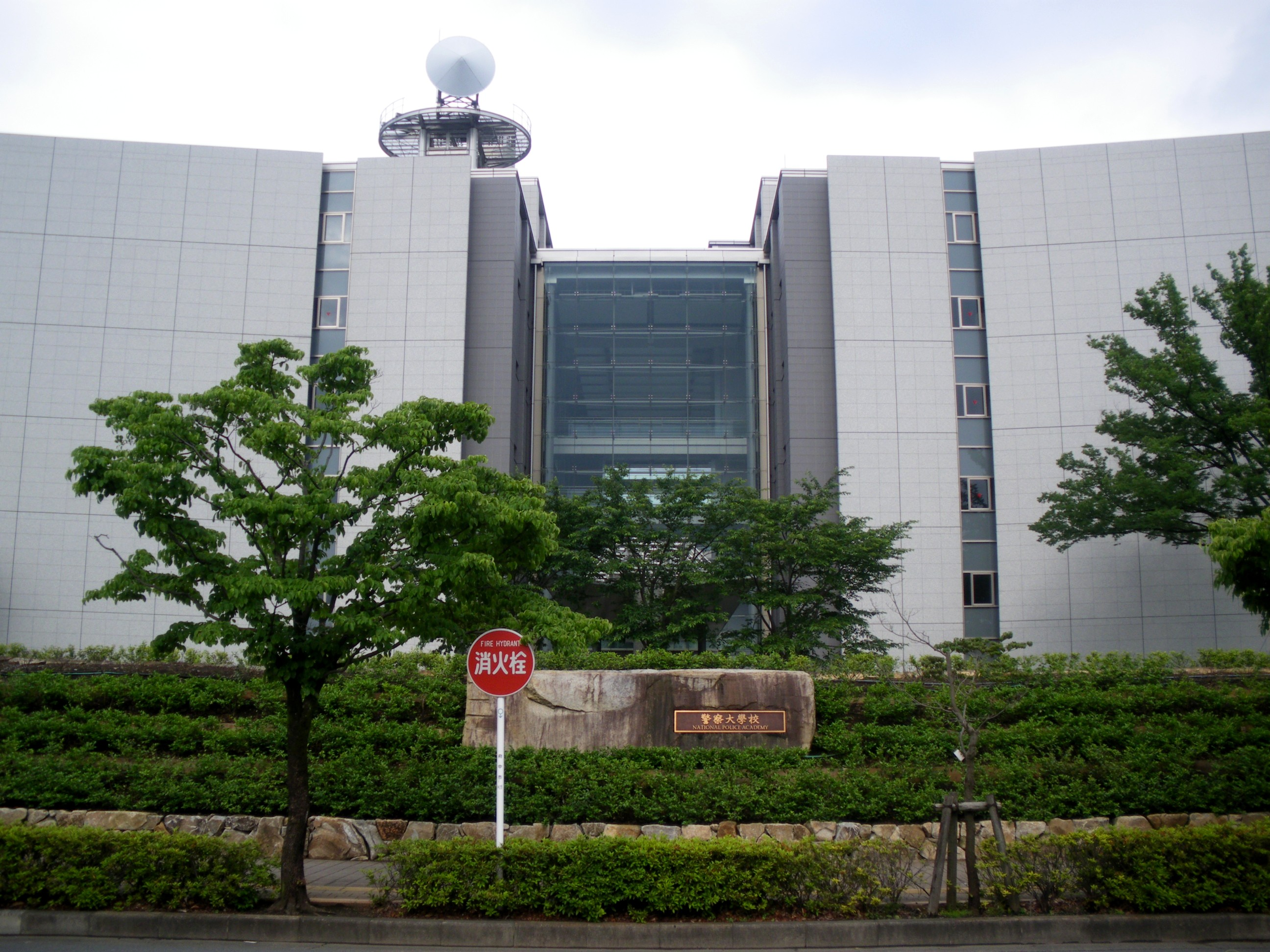

경찰대학교(警察大學校)는 일본 도쿄에 있는 4년제 국립 경찰대학교인데 1885년에 경무학교(警務學校)로 첫 개교하였고 이후 1948년에 경찰대학교(警察大學校)로 교명을 개칭하였다.